# Gerby-Västervik skärgård

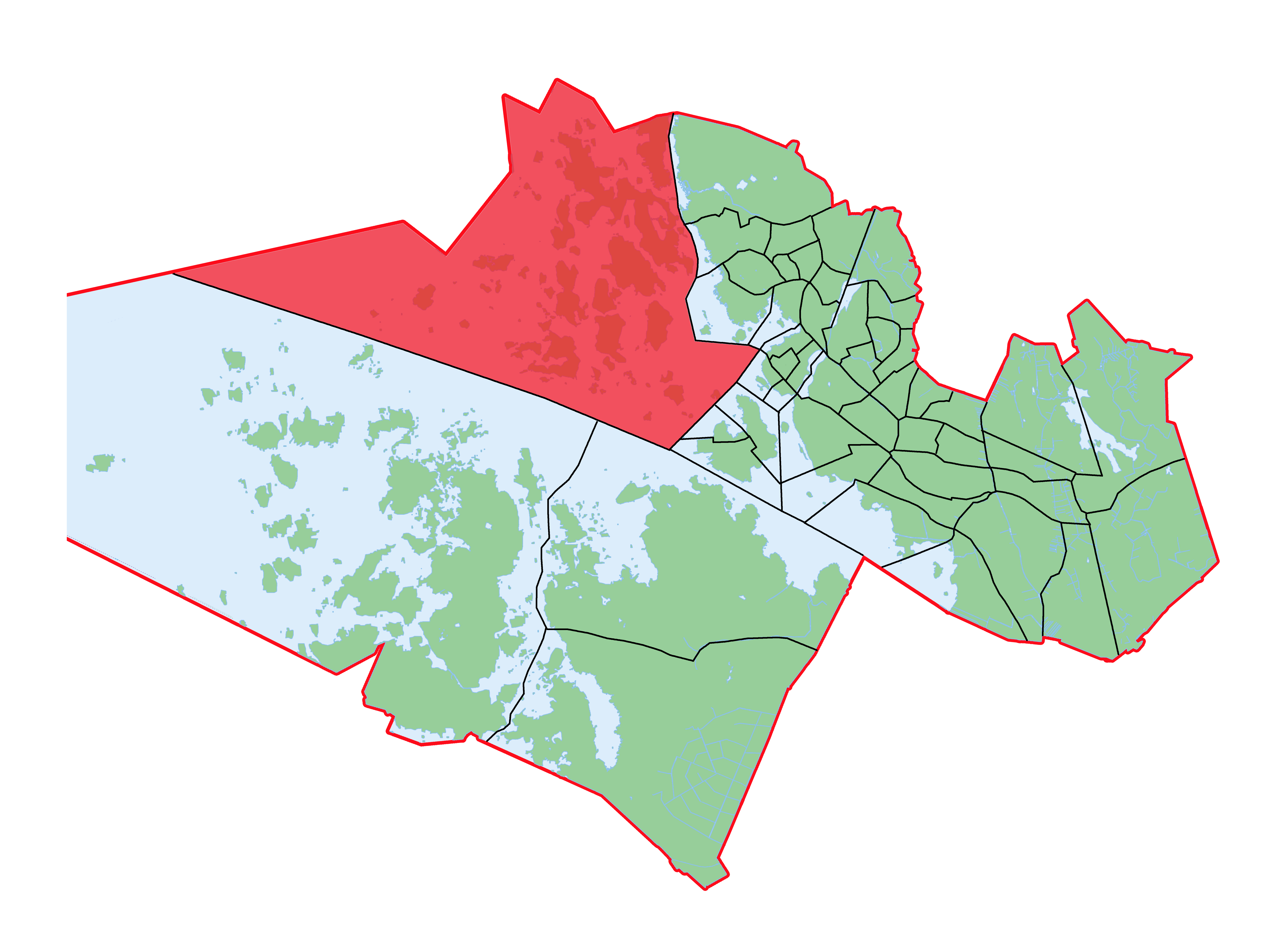
Småområdet Gerby skärgård i Vasa stad.

Gerby-Västervik skärgård ibland bara Gerby skärgård är den skärgård som hör till byarna Gerby och Västervik i Vasa i Finland. Administrativt är Gerby skärgård Vasa stads småområde 05600 och ingår i Gerby storområde. Småområdet har nio invånare (2015) och en avsevärd fritidsbosättning.

## Geografi
I Gerby-Västervik skärgård är höjdskillnaderna tydliga vilket medfört att öarnas former bevarats så gott som oförändrade i tiotals år trots den kraftiga landhöjningen i området. Landskapsstrukturen går i sydöst-nordvästlig riktning  och öarnas huvudlinjer och svackor följer samma riktning.